# Penelope (Texas)
Penelope è un centro abitato degli Stati Uniti d'America situato nella contea di Hill dello Stato del Texas.
La popolazione era di 198 persone al censimento del 2010.

## Geografia fisica
Penelope è situata a 31°51′34″N 96°55′39″W (31.859320, -96.927403).
Secondo lo United States Census Bureau, ha un'area totale di un miglio quadrato (2,6 km²).

## Società

### Evoluzione demografica
Secondo il censimento del 2000, c'erano 211 persone, 84 nuclei familiari e 53 famiglie residenti nella città. La densità di popolazione era di 206,6 persone per miglio quadrato (79,9/km²). C'erano 102 unità abitative a una densità media di 99,9 per miglio quadrato (38,6/km²). La composizione etnica della città era formata dal 78,67% di bianchi, il 6,16% di afroamericani, il 13,74% di altre razze, e l'1,42% di due o più etnie. Ispanici o latinos di qualunque razza erano il 25,59% della popolazione.
C'erano 84 nuclei familiari di cui il 35,7% aveva figli di età inferiore ai 18 anni, il 50,0% aveva coppie sposate conviventi, il 9,5% aveva un capofamiglia femmina senza marito, e il 36,9% erano non-famiglie. Il 35,7% di tutti i nuclei familiari erano individuali e il 20,2% aveva componenti con un'età di 65 anni o più che vivevano da soli. Il numero di componenti medio di un nucleo familiare era di 2,51 e quello di una famiglia era di 3,36.
La popolazione era composta dal 27,5% di persone sotto i 18 anni, l'8,5% di persone dai 18 ai 24 anni, il 26,5% di persone dai 25 ai 44 anni, il 22,3% di persone dai 45 ai 64 anni, e il 15,2% di persone di 65 anni o più. L'età media era di 38 anni. Per ogni 100 femmine c'erano 97,2 maschi. Per ogni 100 femmine dai 18 anni in giù, c'erano 86,6 maschi.
Il reddito medio di un nucleo familiare era di 31.667 dollari e quello di una famiglia era di 36.875 dollari. I maschi avevano un reddito medio di 24.286 dollari contro i 20.833 dollari delle femmine. Il reddito pro capite era di 12.739 dollari. Circa il 3,5% delle famiglie e l'11,4% della popolazione erano sotto la soglia di povertà, incluso il 5,0% di persone sotto i 18 anni di età e il 40,0% di persone di 65 anni o più.